# 英国铁路47型柴油机车
英铁47型柴油机车（British Rail Class 47，原名布拉许4型（Brush Type 4））是英国国铁20世纪60年代委托布拉许牵引（Brush Traction）公司开发设计的一种柴油电传动铁路机车。布什公司和英国国铁在1962年至1968年间共生产了512辆47型机车，是英国国铁产量最多的主干线柴油机车。  
它使用的是瑞士苏泽尔公司的12LDA28C12缸U型发动机，能够提供2750马力的功率（后来被减至2580马力以增加可靠性）。本机车已被用于牵引客车和货车车厢达40余年。截至2010年10月，还有99辆47型机车被用于铁路运输。

## 起源
47型的历史开始于20世纪60年代，英国运输委员会打算在1968年之前从英国铁路中彻底淘汰蒸汽机车。
为了完成这一目标，他们要求生产大量的轻型4式机车。这需要机车提供至少2500马力的功率，而轴重则不能超过19長噸（19公噸）。不过，运输委员会不相信未来的柴油机车会使用液力传动，因而开始研究各种不同类型的电力传动柴油机车设计。
在这种背景下，AEI和BRC&W使用苏泽尔的发动机设计出了D0260“狮”式机车，布拉许牵引公司则使用迈巴赫发动机开发出了D0280“猎鹰”式机车。开发出了这两种演示用机车的同时，对于大批量柴油机车的需求很快被提上了最高议程。在全面考察原型车之前，开始实验性地生产日后被称为47型机车的铁路车辆。
最初开始生产的20辆机车（Nos. D1500 to D1519）和后来的型号有显著的区别，刚开始的表现也不理想。
 不过以此为基础，再加上狮的成功，英国政府还是下了270辆的订单，这一数字后来又数次提升最终达到了512辆。编号为D1702 - D1706的5台机车曾改装过苏泽尔的12LVA24型发动机并被重新命名为英铁48型，但这一实验并不成功，它们最终还是被改回了47型。

## 运营情况
布拉许公司在拉夫伯勒（Loughborough）生产出了310辆机车，另外202辆则由英国铁路下属的工厂生产。

最初的500辆47型机车被编为D1500至D1999，剩下的12辆则编为D1100至D1111。这些机车在英国铁路公司的各条线路上执行着客运与货运的任务，大量的机车被用来替代蒸汽机车，这一点在客运快车上更为明显。最初的20辆机车以及D1960、D1961使用的是电暖气。 随着这种暖气的普及，其他的机车也纷纷改用同种设备。
在20世纪70年代早期，有关部门决定将发动机的输出功率从2750马力减少至2580马力， 此举将显著地提升发动机可靠性，性能上的损失也在可接受的范围之内。

## 子型号
70年代初，47型柴油机车被重新命名为47xxx系列以适应英国的铁路调度系统。因而可以根据装备上的区别将47型分为几个不同的子系列。最初系列是根据列车的采暖系统加以划分的。
- 47/0: 使用蒸汽采暖设备
- 47/3: 没有采暖设备
- 47/4: 使用电暖气

随着后来47型安装了其他的设备，这一简单的分类很快就被打乱了。本段落描述的是几种最为常见的分类。

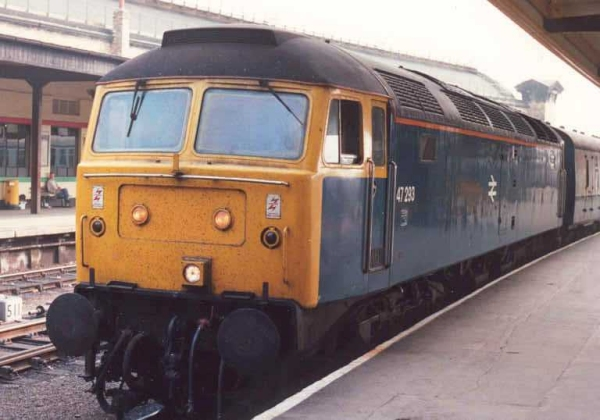
1987年停靠在约克站内的47/0型第47293号

### 47/0型
最初编号为47001至47298，是由基础的47型安装上蒸汽加热器。
在20世纪70至80年代之间，蒸汽加热器开始遭到淘汰，机车上的蒸汽加热器被逐渐拆除。有些47/0型装上了电加热器，从而成为了47/4型。而另一些保持着不安装加热器的状态，因而主要被用于货运。
90年代中，一些47/2和47/0型被编组在一起，执行多车头牵引任务。这些和47/2型编组在一起的47/0型还被拆去了真空制动器，仅留下了空气制动器。这些仅仅是试验性测试，参与此项目的47/0型依然保留着自己原来的编号。

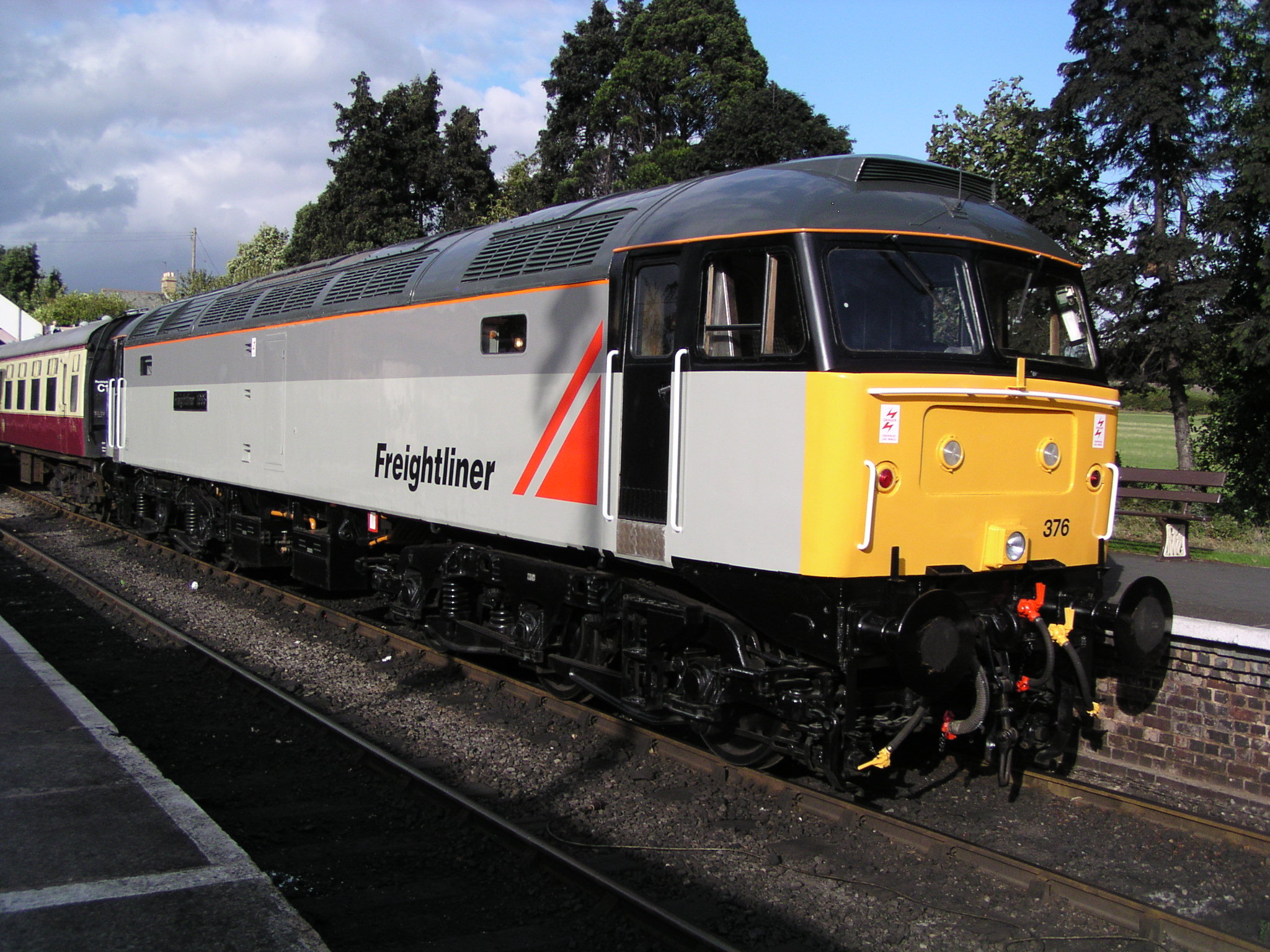
47/3型第47376号，摄于托丁顿（Toddington）

### 47/3型
最初的编号为47301至47381，没有安装任何种类的加热器，因而在退役之前一直被用于货车运输。

所有的47/3型都安装了低速控制系统以便执行旋转木马（Merry-go-round train）任务（部分47/0型也安装了该系统）。 在不需要使用暖气的夏季，47/3型也可以用来为那些临时增加的假期客车提供服务。
在退役之前，本型机车都一直坚守在工作岗位上。1992年，47468在拆除加热器后还被重新命名为47300。
 1993年47364被重新命名为47981

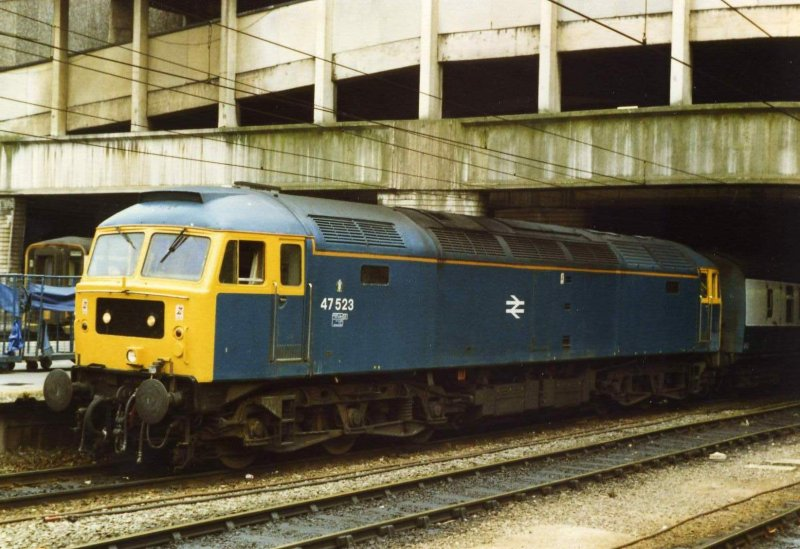
47/4型第47523号以标准的铁路蓝涂装停靠在伯明翰，摄于1988年

### 47/4型
在基础型上加装了电热器，主要用于客运和邮政运输。最初生产了154辆本型机车，编号为47401至47555。后来部分47/0也改装了电加热系统，本型的编号达到了47665。

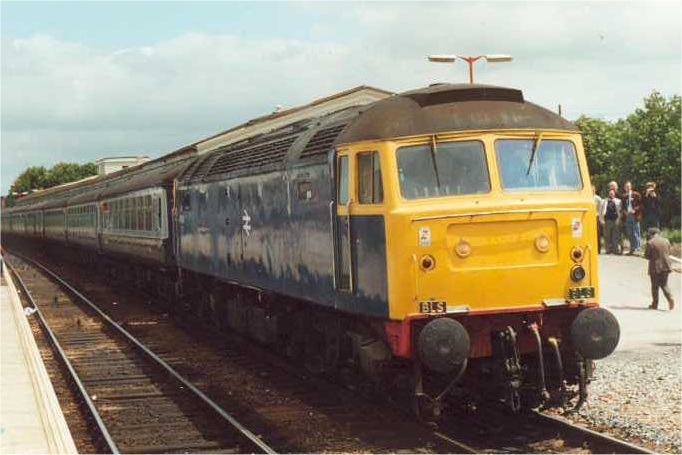
47/9型47901号停靠在韦斯特伯里（Westbury），摄于1987

### 47/6与47/9
1974年，47665在一起意外事故中出轨，不久被它用于执行一项56型机车的测试任务，改装了输出功率3250马力的16缸发动机以进行项目评估。
 为了对其识别，它被重新命名为47601号。1979年，它又再次用于58型机车的测试，这次安装的是输出功率为3300马力的12缸发动机，同时被改名为47901。直到1990年退役之前，它都保留着这台特殊的发动机。

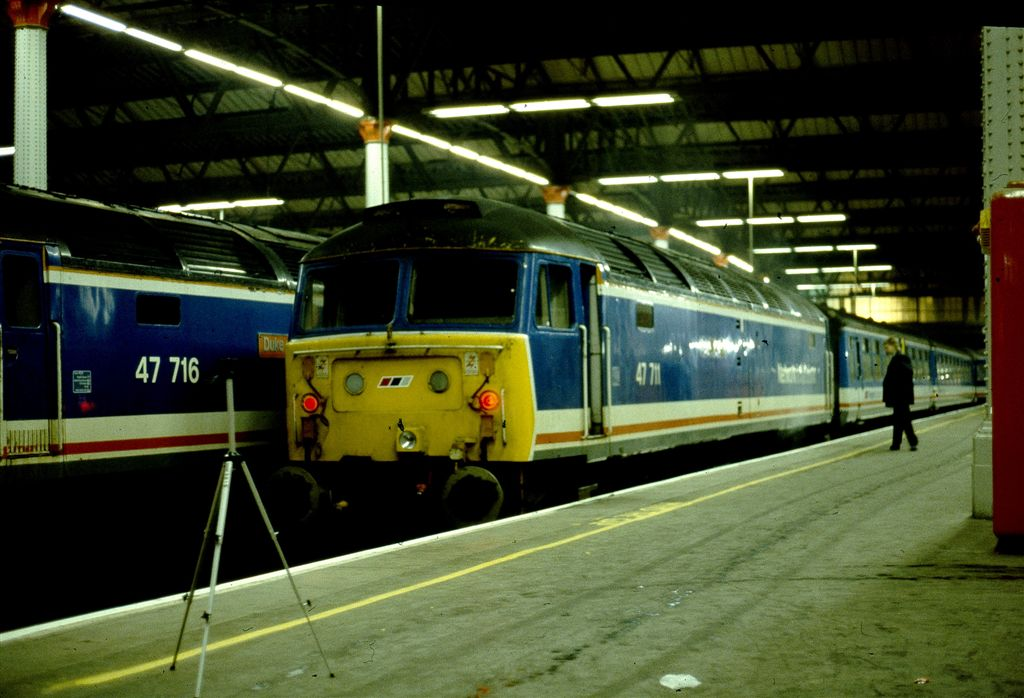
47型47711号与47716号

### 47/7
70年代末，英国铁路公司意识到为了提高速度和可靠性，需要更换格拉斯哥到爱丁堡之间老旧的火车头。原先的线路是由一对27型机车在车组两头牵引的。12辆47/4型以动力集中式的工作方式替换掉了27型。这些47型安装了时分复用推-拉设备（push-pull equipment）和大容量油箱，其运营时速为100英里。替换工作开始于1979年，1980年开始正式运营。1983年又用4台机车进行了改装，因而本型号序列为47701至47716，1986年47717也完成了改装并替换掉了47713。

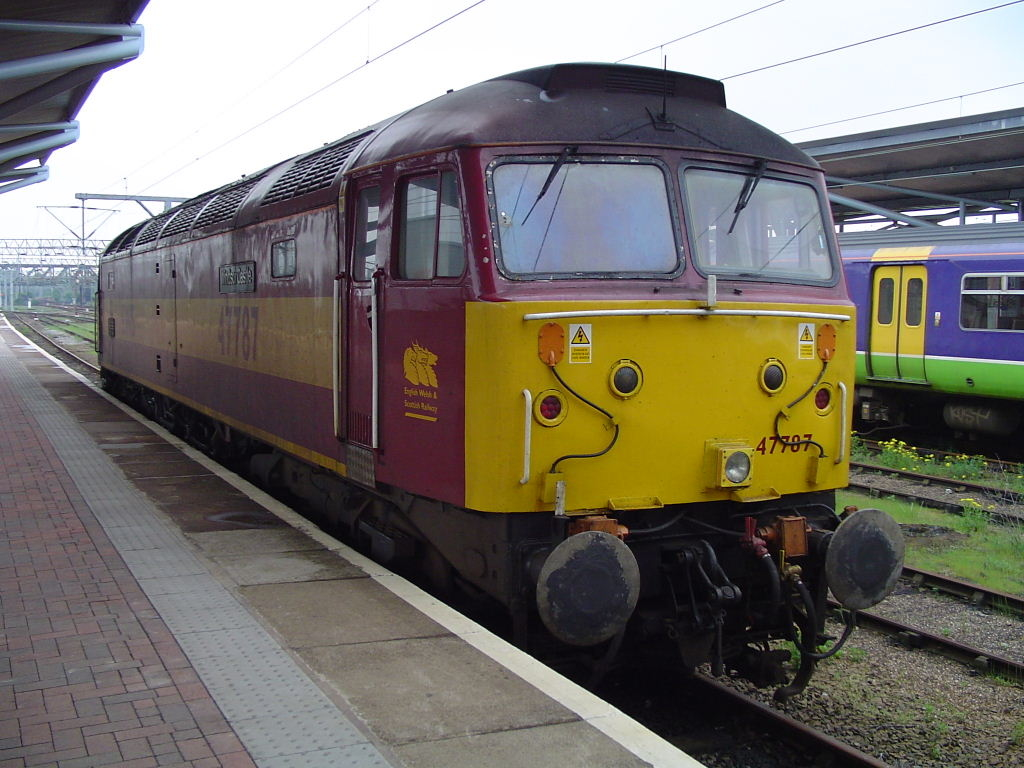
停留在格拉比（Rugby）站的47/7b型第47787号

### 47/7b型和47/7c型
90年代，更多的47/4型被装上了大容量油箱并且可以被遥控操作。它们也被列入了47/7系列，起始编码为47721。由于乘客数量渐渐减少，部分47/8型也被加装大容量油箱编入本系列。47/7型中的47798号威廉王子以及47799号“亨利王”是英国王室的皇家专列机车。

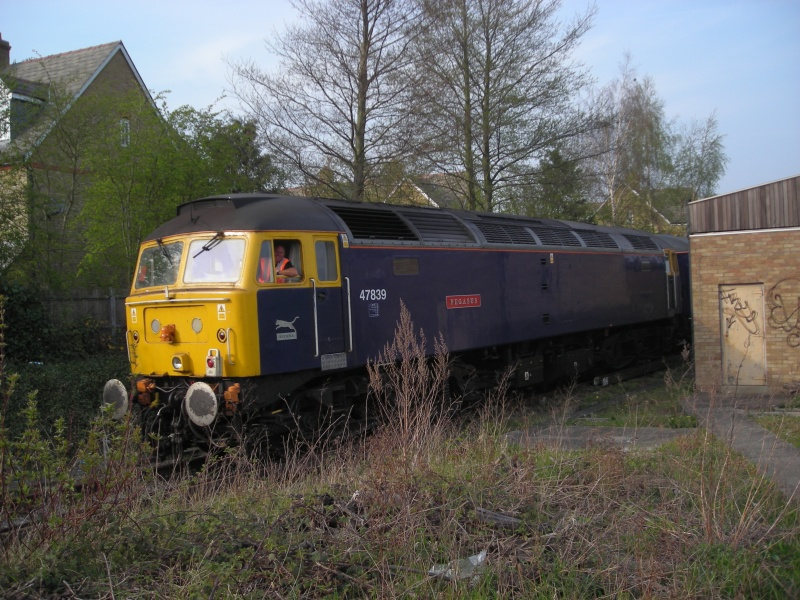
47/8型47839号，摄于2007年

### 47/8型
对 47/4的最后一次改装涉及了47650至47665号及最初的4台47/4机车。它们加装了大容量油箱，因而拥有更远的行程。1989年的时候出于方便 辨别的考虑，将这些机车重新编为47801至47820号。同时更多的机车改装了大容量油箱并被重新编号，这一序列一直延续至47854。英国铁路私有化改革之后，这些机车主要由维珍铁路使用，后来被220型机车逐渐取代。得益于近期进行的翻修和广泛的用途，即便47型的大部分都已经退役，本系列尚且残存着部分依然在运作的机车。

## 退役
截至1986年，仅有5台47型机车因为出了事故而退役不过，因为引进了越来越多的新型车辆，本型机车的替换零件也日渐紧缺，47型的淘汰也只是迟早的问题。
最先被淘汰的，是如今编号为47401-47420的20辆非量产型的实验机车。1986年2月，3台47型机车作为第一批被淘汰的对象结束了它们的工作。截至1992年，全部20台实验型机车都退出了现役。
于此同时，英国铁路公司开始为那些不标准的机车制定退役黑名单不过实际上淘汰工作进展缓慢，这主要是因为备用零件尚且充足，大量的货运任务仅靠新式机车无法顺利完成，结果是到1992年末的时候只有62台机车退出了现役。不过，由于新式机车的投入，到第二年的时候又有86台47型机车退役。等到大部分非标准型的47型机车都淘汰完毕后，除役工作的进度又开始慢了下来，另一方面英国铁路新成立的独立铁路公司在有能力获得新机车之前也需要旧的机车来执行任务。这就导致从1996年至2006年期间，平均每年有15台47型机车被淘汰。
担任客运任务的机车在退役时，往往都要将曾经使用过的涂装轮番展示。这一传统也在47型上得到了延续，它们采用了1977年伊丽莎白二世登基25周年时的英国国旗涂装。

## 重大事故
- 1965年2月11日: D1734货车在舒兹伯利附近出了故障，并撞坏了铁轨附近的信号站。两个月后它被除役，而此时这台机车总共不过工作了8个月。[31]
- 1965年11月17日: D1671“雷神”由于雨天的塌方在布里真德附近出轨，不久之后另一辆货车经过撞上了出轨的D1671，结果两台机车的司机都不幸身亡。四个月后它被安排退役。[32]
- 1969年4月8日: D1908同E066列车组相撞，引发了火灾。[33]
- 1971年3月13日: D1562正在进行发动机高转速实验，结果在利物浦街到挪利其（Norwich）之间的客运快线上发动机发生了发生了爆炸。[34]
- 1972年6月11日: D1630发生事故，造成6人死亡[35]
- 1979年10月22日: 47208号在格拉斯哥 到亚伯丁之间的路线上同一列临时停靠的25型机车牵引的列车组相撞，总计造成5人死亡，51人受伤。[36]
- 1983年12月9日: 47299（前47216号）拖着10辆空油罐车运行在林肯郡，由于火车信号的问题而和一列停在当地的列车相撞。[37]
- 1984年6月30日: 47707号机车在车组后方推动一列客车前行时与一头家牛相撞，这场事故造成13人死亡。[38]
- 1993年9月6日:47288号在梅德斯通东站附近的隧道内发生了出轨的事故，它拖运的货车冲出了轨道，将900多吨钢缆散落在铁路旁。这一事故还造成了梅德斯通东站被迫关闭数周以进行修复工作。